# Robert Schough
Johan Robert Schough (uttalas sjug), född 18 januari 1832 i Falun, död 26 januari 1902 i Gävle, var en svensk ingenjör och politiker.
Robert Schough var son till veterinären Sven Efraim Schough och Maria Catharina Nordfors. Han utbildade sig vid Strömsholms kanalbyggnad 1851–1853 och vid Högre artilleriläroverket i Marieberg i Stockholm 1853–1856. 
Han var därefter arbetschef vid Dellens kanalbyggnad 1856–1859, och officer i Väg- och vattenbyggnadskåren 1857–1897. Han var bland annat arbetschef vid Lule älvs kanalarbeten, den så kallade Engelska kanalen 1864–1867 och biträdande chef vid The New Gellivare Co Ltd 1869–1875 samt verkställande direktör för Gävle-Dala Järnväg 1886–1898.
Robert Schoug arbetade hel sitt liv med väg- och vattenbyggnad i Norrland, och inte minst med järnvägsförbindelserna till de lappländska malmfälten i Malmberget och Kiruna. I Luleå var han ledamot av stadsfullmäktige.  Han hade också ekonomiska intressen i Norrland, bland andra en kvarn, ett tegelbruk och ett terpentinbolag, förutom i malmfälten.
Från 1859 arbetade han med en möjlig kanal i Lule älv för malmtransporter, mellan 1864 och 1867 för det brittiskägda The Gellivare Co Ltd, ett projekt som avbröts 1867. Därefter ägnade han sig åt frågan om en malmbana till Norge, från 
1890 i det nybildade Luossavaara-Kiirunavaara AB, i vilket företag han var den förste styrelseordföranden, till 1893.
I mitten av 1880-talet blev han chef för södra delen av tidigare Norra väg- och vattenbyggnadsdistriktet och flyttade till Gävle. Han arbetade med utbyggnaden av Gävle-Dala Järnväg till Rättvik.
Politiskt var Robert Schoug liberal och frihandelsvän. 
Han gifte sig 1861 med Charlotta Nicolina (Lina) Berg (1833–1889) och 1900 med Selma (Zelma) Elida Berg (1847–1919). Makarna är gravsatta på Norra begravningsplatsen utanför Stockholm.